# Martin Berthommier
Pour les articles homonymes, voir Berthommier.
Martin Berthommier est un dessinateur et scénariste français né le 31 août 1946 à Chamarande et mort le 13 mai 2008 à Chamarande.

## Biographie
Martin Berthommier a effectué des études de sculpture. Alors qu'il est encore étudiant à l'École supérieure des Arts décoratifs de Paris, il devient maquettiste au magazine Record en 1971. Il devient plus tard directeur artistique de J'aime lire en 1977 et Astrapi en 1978 ; c'est pour le numéro inaugural de ce périodique qu'il crée Touffu. Il contribue au magazine Youpi de Bayard Presse. Il a également travaillé dans la publicité. Au cours de sa carrière, il embauche à leurs débuts des auteurs comme Jacques Tardi, Christian Binet et François Bourgeon.

## Œuvres
- La série Touffu
- La Nuit de la rentrée
- Bobard
- La Mission d'Amixar
- Parlons allemand
- Drôles de noms, Gallimard Jeunesse, 1984,  (ISBN 2070597202)
- Le Guide des farceurs, Gallimard Jeunesse, 1984,  (ISBN 2070356027)
- Je m'amuse tout seul à la maison, Gallimard Jeunesse, 1984,  (ISBN 2070356051)